# Chiesa di Santa Maria Assunta (Carbonate)
La chiesa di Santa Maria Assunta si trova a Carbonate, in provincia di Como, ed è consacrata all'Assunzione di Maria. È chiesa parrocchiale affidata al clero diocesano la cui giurisdizione si estende su tutto il territorio comunale. Ecclesiasticamente soggetta all'Arcidiocesi di Milano, la parrocchia appartiene alla Zona Pastorale II, Decanato di Tradate.

## Descrizione
La struttura della chiesa risale agli anni '40 del XX secolo, in seguito ai lavori di ampliamento dell'edificio preesistente condotti sotto la supervisione dell'architetto Ugo Zanchetta, fratello dell'allora parroco Giovanni Zanchetta. L'aspetto della facciata è improntato a un sobrio stile neobarocco.
La pianta della chiesa è a croce latina, con l'abside orientata ad est secondo l'antica tradizione. La struttura presenta una sola navata e il transetto. Ai lati della navata trovano spazio quattro piccole cappelle dotate di altari: sulla parete meridionale, proseguendo dall'ingresso in direzione del presbiterio, la cappella di S. Antonio Abate e la cappella della Madonna del Rosario e sulla parete settentrionale, procedendo nella medesima direzione e in posizione simmetrica, la cappella di Sant'Agnese e la cappella del Crocifisso. Una quinta cappella con annesso altare, dedicata al Sacratissimo Cuore di Gesù, si trova addossata alla facciata nord del transetto, mentre sulla parete sud del medesimo è posizionato l'organo ligneo del XIX secolo, opera dei fratelli Bernasconi. Il battistero si trova in una cappella dedicata lungo la parete settentrionale, la cui copertura con la tradizionale forma ottagonale è visibile anche dall'esterno.
Il presbiterio in fondo alla navata si trova in posizione leggermente sopraelevata, ospita l'antico altare maggiore in marmo ove è custodito il tabernacolo, la mensa ordinariamente utilizzata nelle celebrazioni liturgiche e l'ambone, installato in seguito alla rimozione dell'antico pulpito ligneo. I basamenti della mensa e dell'ambone sono stati ricavati dalle colonne della balaustra che delimitava l'abside, rimossa durante gli adeguamenti liturgici seguiti alle riforme del Concilio Vaticano II.
La cupola dell'abside è affrescata con l'immagine del Cristo buon pastore mentre l'affresco che dipinge la cupola all'intersezione tra la navata e il transetto rappresenta l'Assunzione della Vergine Maria, cui la chiesa è dedicata. Sulle vele della cupola sono raffigurati i quattro profeti maggiori dell'Antico Testamento: Elia, Geremia, Daniele e Isaia. Un'ulteriore traccia della dedicazione mariana della chiesa si ha dall'affrescatura della volta della navata, realizzata dal pittore Vanni Rossi tra il 1954 e il 1955, dove in posizione centrale si scorge l'immagine dell'incoronazione di Maria Regina, circondata dalle raffigurazioni dei quattro evangelisti. Dal punto di vista artistico, degna di nota è la presenza di un affresco di Mario Radice raffigurante la Nascita della Vergine e la Presentazione al Tempio di Gesù, ospitati sulla parete settentrionale del presbiterio.
Il campanile, risalente al XVI secolo, si trova addossato alla parete meridionale, poco prima del transetto, e vi si può accedere dall'interno della chiesa attraverso la cappella di S. Antonio, mentre l'antico accesso che dava direttamente sull'esterno oggi è stato sigillato. La cella campanaria ospita un concerto di cinque campane a meccanismo motorizzato.

## Storia

### Origini
L'edificio originale doveva essere di epoca romanica, costruito in posizione sopraelevata rispetto all'insediamento e testimoniato dal Liber Notitiae Sanctorum Mediolani. Da questa fonte si rileva che sul territorio di Carbonate esisteva una chiesa dedicata a S. Maria (oltre ad un'altra chiesa dedicata a S. Giovanni), secondaria e soggetta alla pieve di Appiano.

### XVI secolo

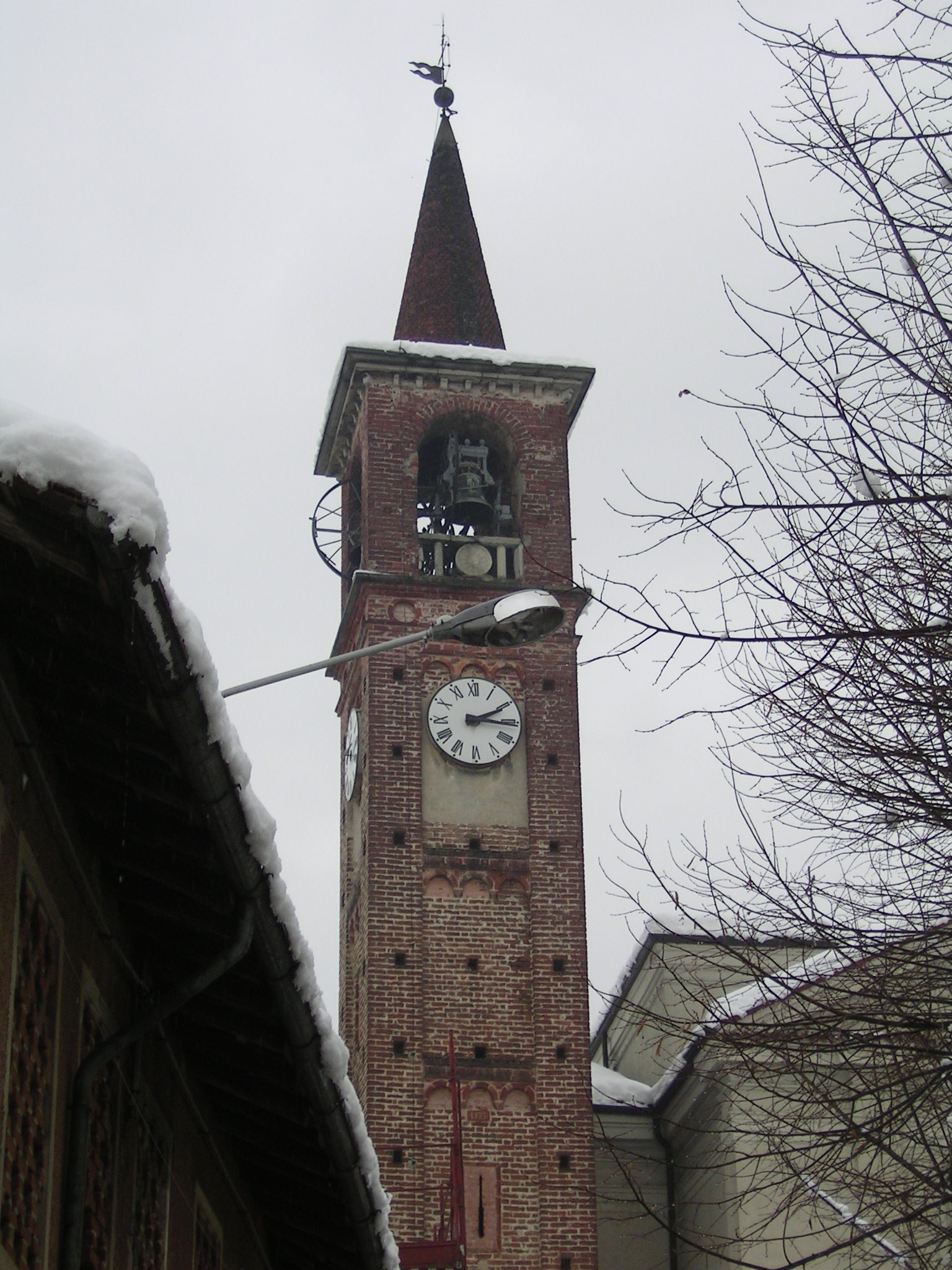
Il campanile del 1523

La costituzione di una parrocchia autonoma sul territorio di Carbonate avviene nel XVI secolo. La chiesa parrocchiale venne consacrata per la prima volta il 28 ottobre 1529 mentre il campanile adiacente era già stato completato alcuni anni prima: un'incisione presente sul lato sud-est della torre campanaria riporta infatti la sua edificazione al 1523.
Il 27 giugno 1549 Francesco Girardi fu nominato parroco di Carbonate. Da uno scritto autografo allegato agli atti della visita pastorale di San Carlo Borromeo sappiamo che il Girardi succedette nella carica al defunto presbitero Gabriele de Bertis, che è perciò il primo parroco di Carbonate di cui si hanno tracce storiche Nel 1566 la parrocchia fu di nuovo oggetto di visita pastorale ad opera di padre Leonetto Clivone, delegato dell'arcivescovo di Milano, Carlo Borromeo. Gli atti relativi a quella visita tramandano una prima descrizione della chiesa parrocchiale di Carbonate:
(Archivio Storico della Diocesi di Milano, sez. X, Visite Pastorali, Appiano, vol. II, q. 5)
Il 21 ottobre 1574 l'Arcivescovo di Milano Carlo Borromeo giungeva personalmente in visita pastorale a Carbonate, dove fu accolto dal parroco e da quasi tutta la popolazione. Il Borromeo svolse una minuziosa ricognizione della chiesa parrocchiale, annotando di averla trovata "convenientemente grande e larga, e non priva di decorazioni". Una pianta tracciata nel 1578 e coincidente con le descrizioni scritte dal Borromeo consente di rilevare i cambiamenti occorsi alla struttura: la chiesa ora aveva tre altari e non più quattro; l'altare maggiore sorgeva al centro; lungo la parete settentrionale si trovava un altare dedicato a S. Rocco (particolarmente venerato nel XVI secolo come difensore dalle pestilenze) mentre il terzo altare, dedicato a S. Antonio, sorgeva tra l'altare maggiore e la parete meridionale della chiesa. Nell'angolo settentrionale verso la facciata si trovava il battistero, costituito da una vasca in pietra. La porta maggiore, aperta nel mezzo della facciata, dava sul cimitero adiacente mentre una porta secondaria, ricavata lungo la parete meridionale, immetteva sulla piazza. Al termine della visita pastorale l'Arcivescovo diede disposizioni per alcune modifiche, affinché la chiesa divenisse in tutto conforme alle leggi canoniche: in particolare volle che l'altare di S. Rocco fosse ingrandito e che l'altare di S. Antonio venisse spostato e ricostruito in posizione simmetrica rispetto a quello di S. Rocco. Diede inoltre ordine di costruire una nuova sacrestia, trasformando in ripostiglio quella esistente.

Le indicazioni dell'Arcivescovo però vennero probabilmente disattese poiché già nel 1583, in occasione di una nuova visita alla pieve di Appiano, il Borromeo ribadì nuovamente le disposizioni dettate in precedenza aggiungendo anche di edificare una cappella per il battistero lungo la parete settentrionale della chiesa, proibendo di celebrare battesimi in parrocchia, sotto pena di sospensione canonica del sacerdote celebrante, finché non fosse stata portata a termine l'edificazione della cappella. Inoltre prescrisse che il pavimento della chiesa venisse livellato a cura del parroco e la sacrestia ampliata e imbiancata.

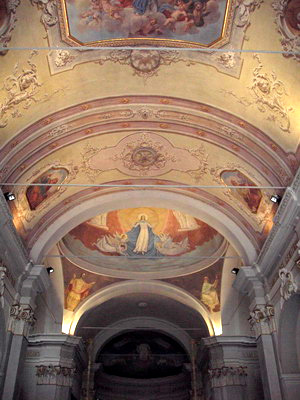
La navata affrescata della chiesa parrocchiale

### XVII secolo
Per trovare nuove fonti relative alla struttura della chiesa bisogna arrivare a un documento del 1652, nel quale si nomina la chiesa "dedicata all'Assunta, assai bella et assai ben provista". Da tale documento si rilevano le modifiche intervenute rispetto ai tempi di san Carlo: l'altare di san Rocco era stato demolito e sostituito con un altare dedicato a sant'Antonio abate mentre il preesistente altare di sant'Antonio era stato eliminato. Lungo la parete meridionale era stata edificata una cappella dedicata alla Beata Vergine del Rosario, voluta dal parroco Andrea Bonomi e benedetta il 21 dicembre 1668.
Nel 1687 la parrocchia di Carbonate è di nuovo oggetto di visita pastorale da parte dell'Arcivescovo, il Cardinale Federico Visconti. Negli atti della visita si trova una descrizione della struttura e della situazione della chiesa parrocchiale:
In questa chiesa non vi è Confraternita né reliquia né tanto poco rendita, ma da Poveri sostenuta.
Supeletile sono. Pianete di diversi colori dieci. Palii di diversi colori n. 8. Camici n. 5. Tovaglie 12.»
(Archivio Storico della Diocesi di Milano, sez. X, Visite Pastorali, Appiano, vol. LIV, q. 8)

### XVIII secolo
Nel 1726 il gesuita Giovanni Pietro Moneta chiese e ottenne il permesso di collocare alcune reliquie sotto l'altare dedicato a sant'Antonio. Al fine di custodire le reliquie con la dovuta riverenza si rese necessaria l'eliminazione della preesistente mensa in cotto e la costruzione di una nuova mensa a forma di urna, con una piccola volta. Ottenuta l'autorizzazione ecclesiastica ed eseguiti i necessari lavori, sotto l'altare di S. Antonio vennero posate le reliquie dei santi martiri Fortunato, Benigno, Modesto, Lucia, Giustina, Candida e Placida, oltre alle reliquie della S. Croce.

Anche la cappella della Madonna del Rosario fu oggetto di interventi durante il Settecento: nel 1706 l'altare venne fatto dipingere su iniziativa del parroco Antonio Bazzi per il costo di 32,6 lire mentre nel 1740 fu costruita la balaustra.

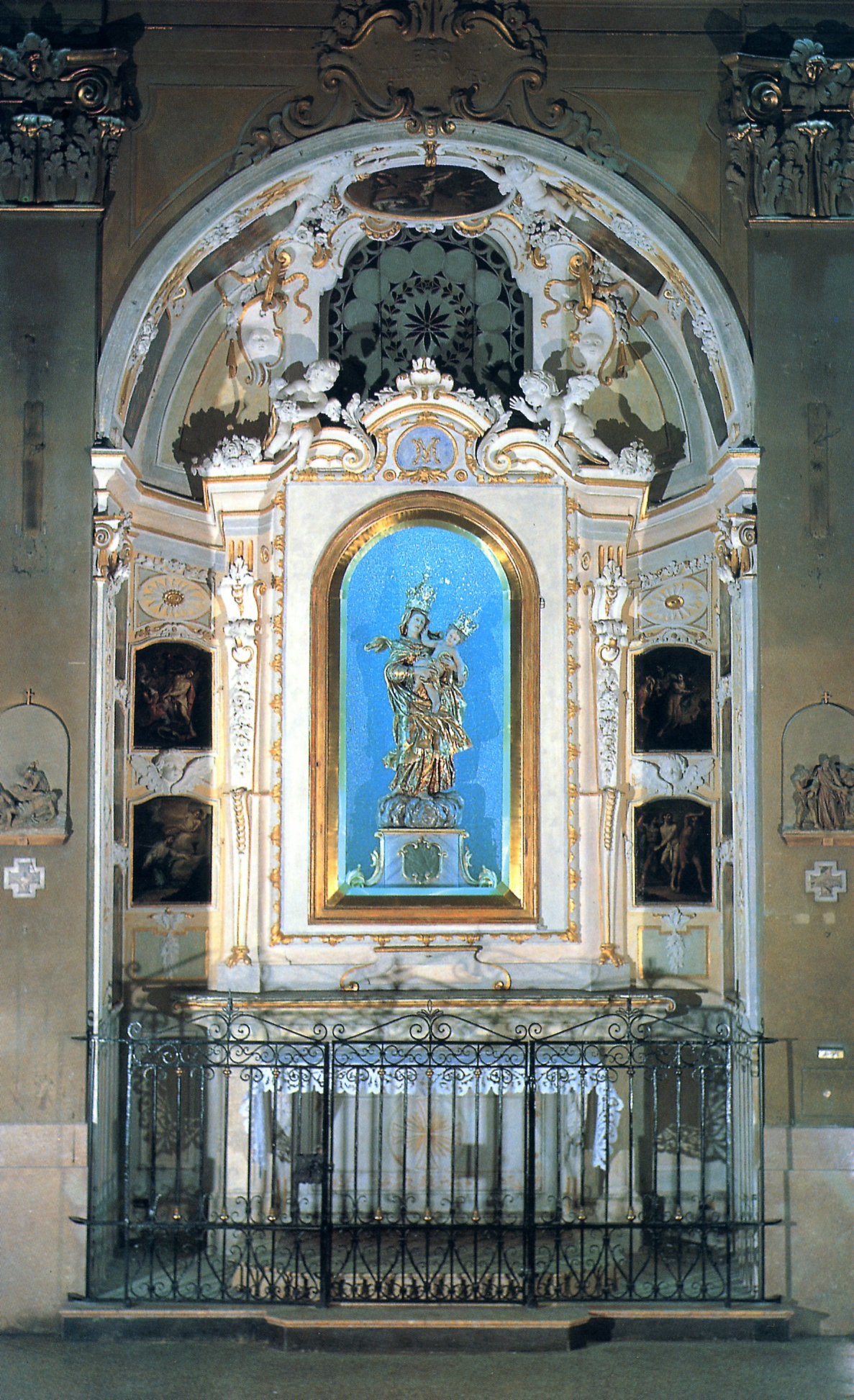
Cappella della Madonna

Il resoconto della visita pastorale del cardinale Giuseppe Pozzobonelli, giunto a Carbonate il 24 maggio 1747, descrive la situazione della chiesa parrocchiale nel XVIII secolo: si rileva l'esistenza di una cappella per il battistero, le cui pareti erano affrescate con l'immagine di san Giovanni Battista che battezzava Gesù. La cappella della Madonna del Rosario era ornata con decorazioni a rilievo. Si fa menzione di un organo collocato verso meridione presso il setto dell'altare maggiore, di un coro in legno di noce e di un confessionale scolpito in noce. L'interno della chiesa ospitava inoltre quattro sepolcri.
Nel 1754 la chiesa di Santa Maria Assunta fu oggetto di importanti interventi. Durante questi lavori venne ristrutturata la cappella della Madonna del Rosario e venne collocata la statua lignea della Madonna, e realizzati i quindici quadri raffiguranti i misteri del Rosario che circondano la teca ove è custodita la statua.
Nel 1781 anche il campanile fu oggetto di intervento quasi obbligato: in quell'anno il cancelliere Giuseppe Alfieri, a nome del Comune di Carbonate, richiedeva infatti al Regio Magistrato Camerale l'autorizzazione al rifacimento della cella campanaria, sostenendo che essa versasse in condizioni così gravi da rendere pericoloso suonare le campane.

### XIX secolo
Nel 1836, sul lato nord della chiesa sull'area ove sorgeva l'antico cimitero, venne edificato un oratorio attiguo alla chiesa parrocchiale al quale si accedeva attraverso una porta che immetteva direttamente sul sagrato. L'oratorio venne benedetto dal parroco Giuseppe Maggioni il 14 settembre 1840, dedicato alla Vergine dei sette dolori e a S. Giuseppe, e utilizzato per funzioni religiose fino al 1940, quando venne dismesso e trasformato in ripostiglio.
Intorno al 1850 la chiesa parrocchiale fu oggetto di interventi di ampliamento al termine dei quali fu nuovamente consacrata il 21 febbraio 1882. A questi anni risale anche la realizzazione e la collocazione dell'organo, opera dei fratelli Pietro e Lorenzo Bernasconi.

### XX e XXI secolo
Gli interventi della seconda metà del XIX secolo avevano fatto raggiungere alla chiesa parrocchiale una conformazione prossima a quella attuale, fatta eccezione per le dimensioni, leggermente ridotte, e l'assenza del transetto. Complice l'aumento demografico però, fin dall'inizio degli anni Trenta del XX secolo si rese evidente la necessità di un ampliamento: parte dei fedeli infatti erano ormai costretti a fermarsi in sacrestia per assistere alle funzioni, non essendoci posto per tutti in chiesa. Nel 1938 il Cardinale Schuster si recò a Carbonate in visita pastorale e, vista la situazione, sollecitò gli interventi di ampliamento che però non ebbero impulso decisivo fino all'arrivo del nuovo parroco, Don Giovanni Zanchetta, che in occasione della sua prima Messa in parrocchia il 9 novembre 1941 notò come:
(Liber Chronicon della Parrocchia di Carbonate)
Presa in mano la situazione, e avvalendosi della consulenza del fratello architetto Ugo Zanchetta, il nuovo parroco diede vita al progetto di ampliamento che vide la posa della prima pietra della nuova costruzione il 15 agosto 1942: i lavori prevedevano di ampliare la chiesa arretrando l'abside ed edificando il transetto, sottraendo spazi alla sacrestia e alla casa canonica. All'inizio i lavori procedettero a rilento a causa della guerra in corso e della difficoltà nel reperire mezzi e risorse. Un impulso decisivo venne dal senatore Enrico Scalini che, ormai ottantaseienne, aveva espresso il desiderio di vedere terminata la nuova chiesa parrocchiale prima di morire, offrendo in momenti successivi una cifra complessiva pari a 1.300.000 lire. Grazie al sostegno del senatore Scalini e di tutti i parrocchiani i lavori presero finalmente quota e alla fine del 1943 la parte più consistente della ristrutturazione poteva ormai dirsi compiuta, al punto che si passò a considerare ulteriori interventi di ampliamento, con la sistemazione del battistero e degli altari laterali.
La nuova chiesa parrocchiale, nella conformazione attuale, venne infine consacrata solennemente dal Cardinale Schuster il 18 agosto 1946, dedicandola come l'edificio precedente alla Beata Vergine Assunta. Nella stessa occasione il Cardinale Schuster consacrò anche il nuovo altare maggiore, nel quale venivano collocate le reliquie dei santi Galdino, Ippolito e Giacinto. Il Cardinale dispose inoltre la collocazione di una lapide, tuttora visibile all'interno della chiesa sopra il portone centrale, a ricordo della consacrazione.
Nel mese di ottobre del 1948 vennero consacrate e poste sul campanile le due nuove campane maggiori, in sostituzione di quelle requisite e fuse per motivi bellici nel 1943. Tra il 1950 e il 1952 vennero eretti i nuovi altari laterali di S. Agnese e di S. Luigi. Nel 1952 il pittore Mario Radice realizza la Nascita della Vergine e la Presentazione al tempio.
Nella seconda metà del XX secolo la parrocchia riceve la visita pastorale del Cardinale Montini - presente a Carbonate il 5 giugno 1962, un anno prima della sua elezione al soglio pontificio -, del Cardinale Colombo il 15 aprile 1973 e infine del Cardinale Martini il 21 febbraio 1993. In occasione della visita pastorale al Decanato di Tradate del Cardinale Dionigi Tettamanzi, il decano Mons. Erminio Villa visitava la parrocchia celebrando la Messa festiva e compiva gli adempimenti connessi il 14 novembre 2010, prima domenica di Avvento Ambrosiano.

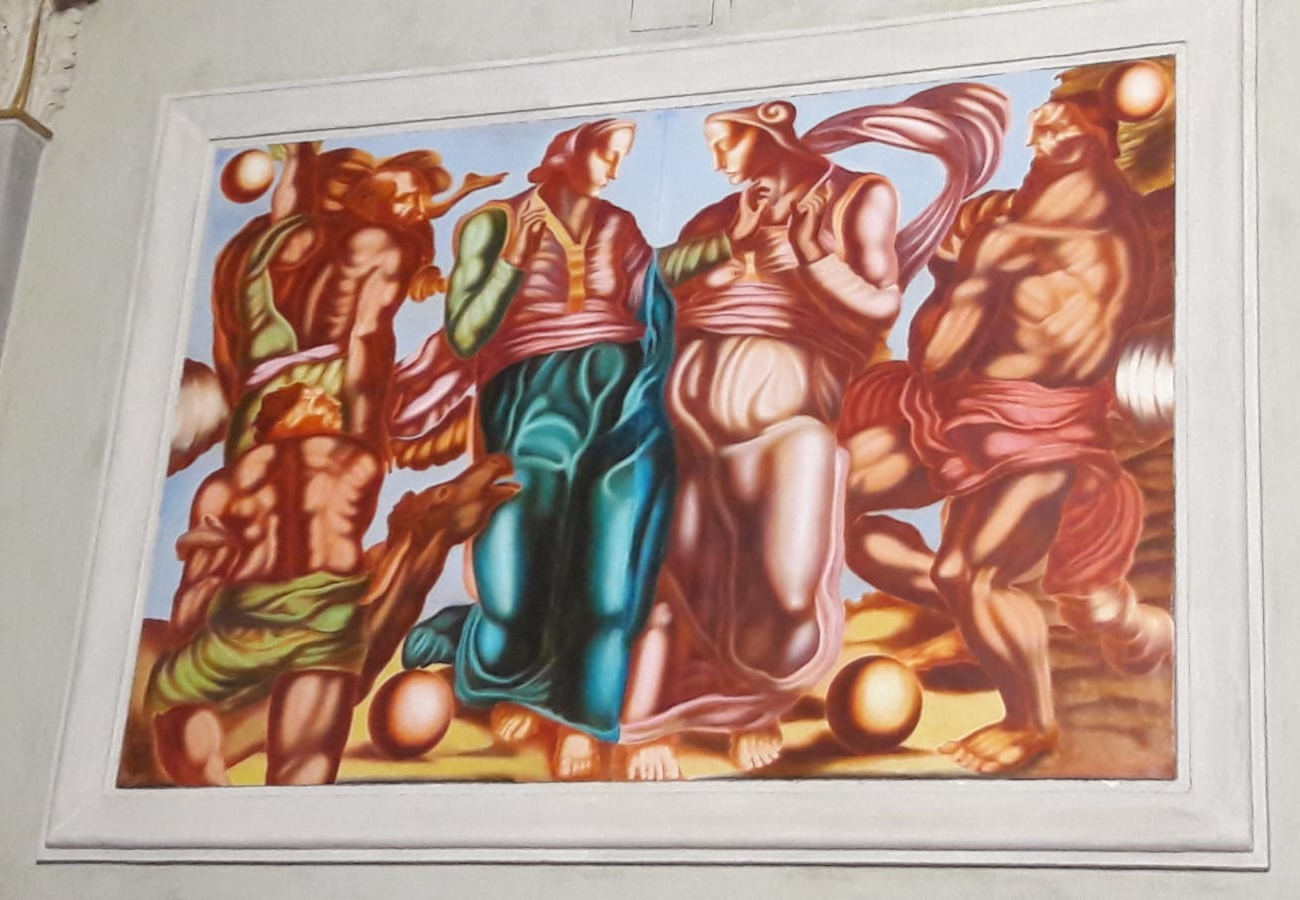
Nascita della Vergine-Pasquale Russo Maresca

Nella seconda metà degli anni '90 ad opera del parroco Don Giorgio Schieppati la chiesa parrocchiale subiva un ultimo intervento di restauro volto a ripristinare l'antica superficie delle pareti, di colore grigio-azzurro, e al riportare alla piena visibilità i decori in oro e gli affreschi della volta. Commissiona inoltre una tavola raffigurante la Nascita della Vergine, al pittore Pasquale Russo Maresca, collocata nel presbiterio destro, sulla parete sud della chiesa. Nel 2017 il parroco Don Luigi Alberio dava inizio ai lavori di restauro della torre campanaria e di rimozione e pulizia delle cinque campane, opera portata a compimento nel 2018 dal parroco Don Vinicio Viola.